# チェット・フェイカー
チェット・フェイカー（Chet Faker、本名：ニコラス・ジェイムス・マーフィー、1988年6月23日 - ）は、オーストラリアはメルボルン出身のシンガーソングライターである。ステージ・ネームは自身の尊敬するチェット・ベイカーから拝借された。
2012年発表のEP『シンキング・イン・テクスチャーズ』が本国オーストラリアの音楽賞であるAIR Awardsにおいて「最優秀インディペンデント・EP」を受賞するなどし、注目を集めることとなった。2014年4月、フル・アルバム『ビルト・オン・グラス』でデビュー。

## ディスコグラフィ

### スタジオ・アルバム
- 『ビルト・オン・グラス』 - Built on Glass (2014年)
- Run Fast Sleep Naked (2019年) ※ニック・マーフィー名義
- Music for Silence (2020年) ※ニック・マーフィー名義
- Hotel Surrender (2021年)
- Take in The Roses (2021年) ※ニック・マーフィー・アンド・ザ・プログラム名義

### ライブ・アルバム
- Live Sessions (2013年)
- 18 Dec 2013 – Good Danny's Austin, TX (2013年)
- iTunes Session (2014年)

### EP
- 『シンキング・イン・テクスチャーズ』 - Thinking in Textures (2012年)
- Lockjaw EP (2013年) ※with フルーム
- Work (2015年) ※with Marcus Marr